# KTM

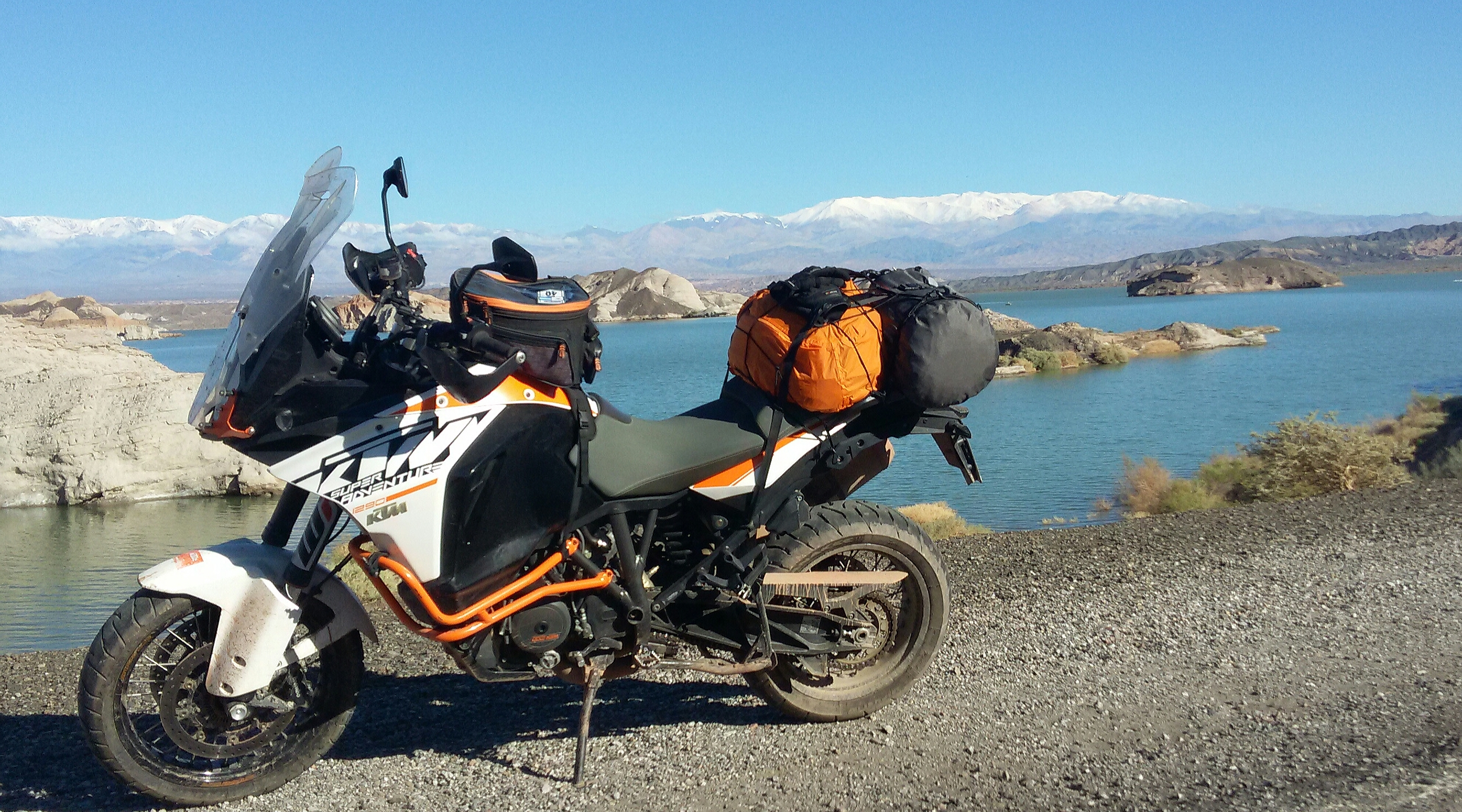
KTM 1290 Super Adventure

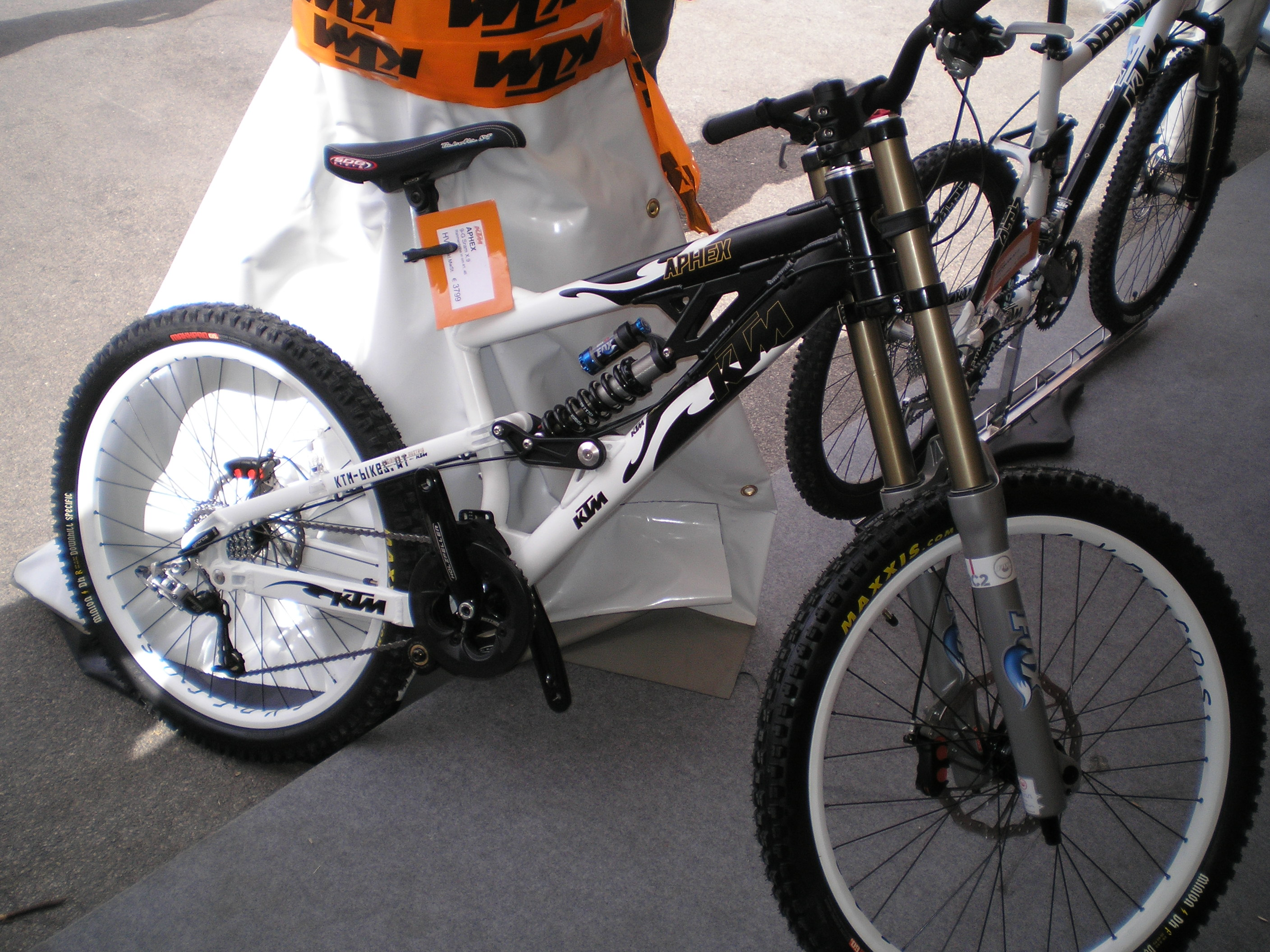
KTM Aphex, una de las bicicletas de KTM.

KTM AG (anteriormente KTM Sportmotorcycle AG) es un fabricante de motocicletas y escudería de motocicletas de Austria que se formó en 1992, aunque su fundación se remonta a 1934.
En 1992 la empresa fue escindida de su matriz KTM cuando tuvo problemas financieros, dividiéndose en cuatro empresas todas las cuales comparten la misma marca KTM, y en la actualidad tienen muchas más filiales con la misma marca. Sin embargo, KTM-Sportmotorcycle es más comúnmente asociado con la marca KTM.
KTM es conocida por sus motocicletas todo terreno, aunque en los últimos años se ha expandido a la producción de motocicletas de calle, así como el desarrollo de un coche deportivo y bicicletas.

## Historia
En 1934 el ingeniero austriaco Hans Trunkenpolz estableció una metalúrgica en Mattighofen. En 1937 se comenzó a vender las motocicletas DKW y coches Opel al año siguiente. Su tienda era conocida como Kraftfahrzeug Trunkenpolz Mattighofen pero el nombre no estaba registrado. Durante la Segunda Guerra Mundial su esposa se hizo cargo de la empresa que creció principalmente en reparaciones de motores diésel.
Después de la guerra, la demanda de las obras de reparación se redujo drásticamente y Trunkenpolz comenzó a pensar en la producción de sus propias motocicletas. El prototipo de la primera motocicleta R100 fue producido en 1951. Todos los componentes de la motocicleta fueron producidos en la casa, a excepción de los motores Rotax que fueron hechos por Fichtel y Sachs.
En 1953, el empresario Franco Prida se convirtió en principal accionista de la empresa, que luego pasó a llamarse Kronreif y Trunkenpolz Mattighofen. KTM comenzó la producción en serie de la R100 en 1954. Con solo 20 empleados, se construían tres motocicletas por día.
El primer título de la compañía en carreras se ganó poco después con el campeonato nacional austríaco de 1954 categoría 125. 
En 1955 se desarrolló el modelo de 125cc de Turismo.
KTM apareció por primera vez en el International Six Days Enduro en 1956 donde Egon Dornauer conquistó una medalla de oro. Las carreras continuaron siendo un campo de pruebas fértil para la tecnología de producción. La siguiente en la línea de montaje fue la primera scooter de la compañía, la Mirabell. 
En 1957 KTM construyó la primera motocicleta deportiva Trophy 125cc y el primer ciclomotor de KTM, llamado Mecky, seguido por Ponny I en 1960 y Ponny II en 1962. La década de los 60 vio el comienzo de la producción de bicicletas. Al mismo tiempo, KTM también fue capaz de producir motocicletas para la industria de las carreras.
Kronreif murió en 1960. Dos años más tarde, en 1962 Trunkenpolz también murió de un ataque al corazón y su hijo Erich Trunkenpolz se hizo cargo de la gestión de la empresa. El nombre fue cambiado nuevamente a Kraftfahrzeug Trunkenpolz Mattighofen. En ese momento, KTM tenía unos 180 empleados y una facturación que representaría €3,5 millones.
A medida que la compañía continuó su expansión, la plantilla ascendió a unos 400 empleados en 1971, 40 años después de su fundación, KTM estaba ofreciendo 42 modelos diferentes.
En 1978 la filial de EE. UU. KTM North America Inc. fue fundada en Lorain, Ohio. Los negocios internacionales ascendió al 72% de la facturación de la empresa. En 1980, pasó a llamarse KTM Motorfahrzeugbau AG.
Las ventas de Scooter y ciclomotor descendieron rápidamente, y la producción tuvo que ser detenida en 1988. Erich Trunkenpolz murió en 1989. 
En 1991, KTM se declaró en quiebra. Su gestión fue asumida por los bancos.
En 1992, los apoderados de la empresa, la dividieron en cuatro nuevas entidades:
- KTM Sportmotorcycle GmbH, división motocicletas
- KTM Fahrrad GmbH, división bicicletas
- KTM Kühler GmbH, división radiadores
- KTM Werkzeugbau GmbH, división herramientas

En 2011, KTM y la empresa china CFMOTO establecieron una asociación comercial, y en 2017 lanzaron una empresa conjunta para la producción y venta de motocicletas KTM en China bajo el nombre de "KTMR2R".

### Problemas financieros y crisis
El 29 de noviembre de 2024, el consorcio austríaco KTM AG, el mayor fabricante europeo de motocicletas, se declaró en quiebra con una deuda total que ascendía a casi 3.000 millones de euros, y pidió un procedimiento judicial de reestructuración a sus acreedores.
El 25 de febrero de 2025, los acreedores de KTM AG, KTM Components GmbH y KTM Forschungs & Entwicklungs GmbH aprobaron un plan de reestructuración con una cuota del 30%, pagadera antes del 23 de mayo de 2025, según un comunicado emitido por la propia KTM.

## KTM-Sportmotorcycle

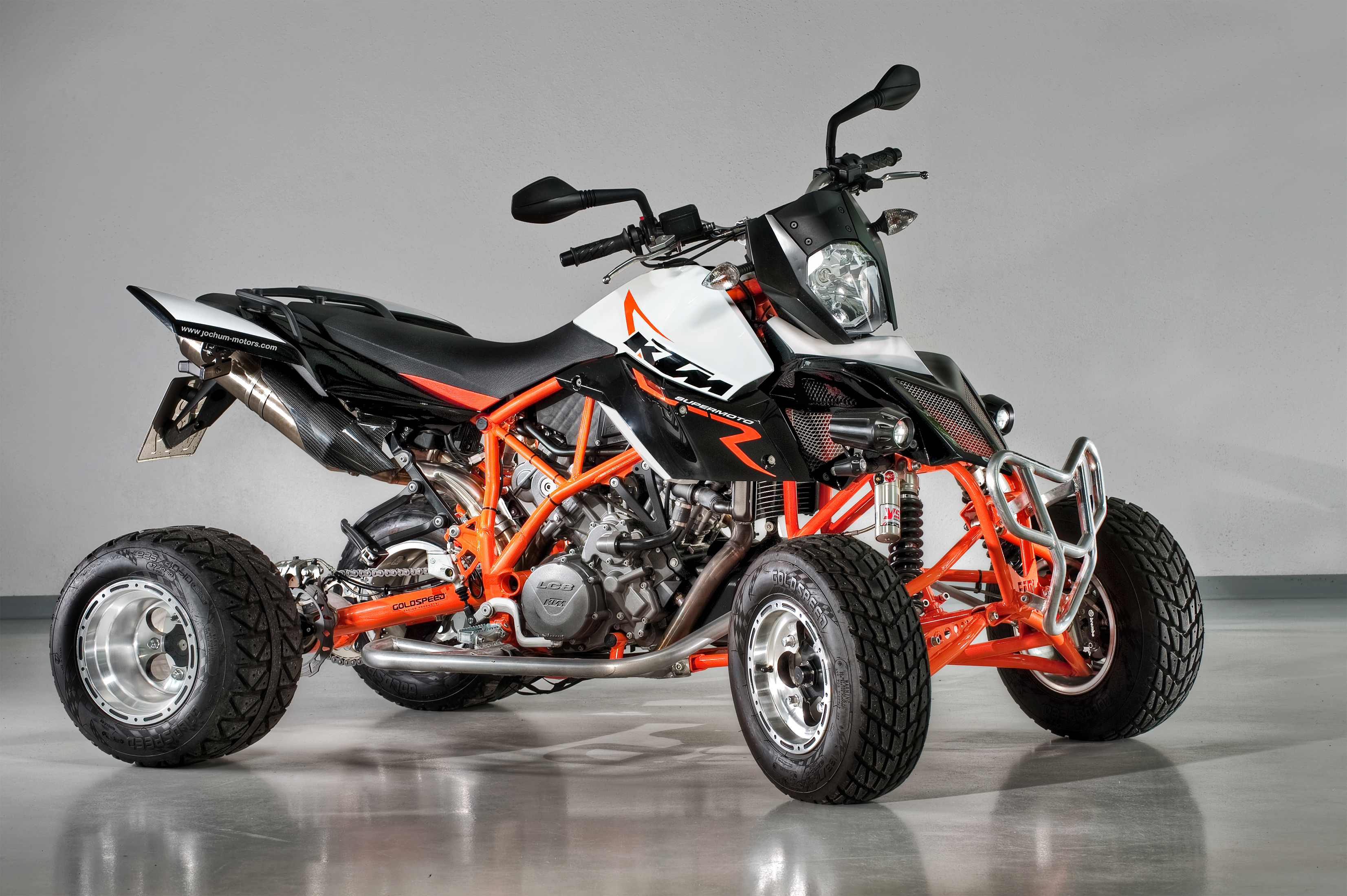
KTM Quad 990 neutral

KTM Sportmotorcycle GmbH comenzó a funcionar en 1992 y más tarde se hizo cargo de la división de herramientas KTM Werkzeugbau GmbH. En 1994 KTM Sportmotorcycle GmbH ha sido renombrado KTM-Sportmotorcycle AG. En el mismo año se inició la producción de la serie DUKE de motocicletas de carretera.
En 1995 KTM adquirió al fabricante de motocicletas suecas Husaberg AB.
En 1997 KTM introduce los modelos LC4 Supermoto y LC4 Adventure.

## Propiedad
KTM Sportmotorcycle AG es propiedad de KTM AG (anteriormente conocida como KTM Power Sports AG). En noviembre de 2007, Bajaj Auto Limited de la India adquirió el 14,5% de KTM Power Sports AG y aumentó su participación hasta el 47 % en 2012.
En la actualidad KTM AG es 51 % propiedad de CROSS Kraftfahrzeug Holding GmbH, una filial de CROSS Industries AG y el 47% de propiedad de Bajaj Auto. CROSS Industries está fundada por el actual CEO de KTM Stefan Pierer.

## Filiales
En la actualidad KTM Sportmorocycle AG tiene las siguientes subsidiarias :
- KTM Racing AG
- KTM Events & Travel Service AG
- KTM Comerciantes y Servicios Financieros GmbH

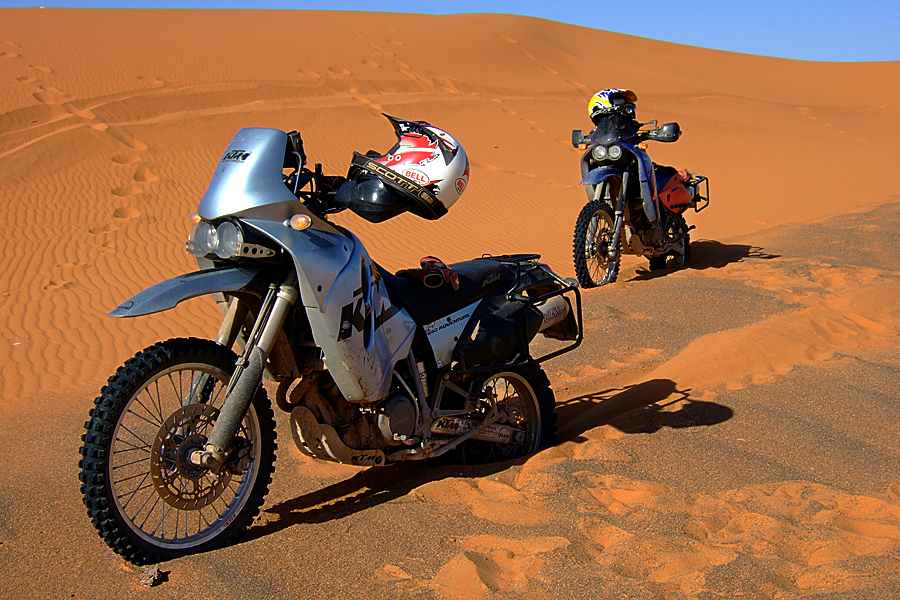
KTM 640 Adventure

- Husqvarna Motorcycles
- WP Suspensiones
- Gas Gas[3]

## Fusiones
En 2005, KTM- Sportmotocycle comenzó una asociación con el fabricante de ATV Polaris Industries con el objetivo de investigación y desarrollo, y más importante aún compartía las redes de distribución. Esta asociación era un arreglo temporal de dos años, al final del cual ambas partes tenían la opción de la fusión de las dos compañías. En 2006, KTM ha anunciado que la asociación con Polaris no se realizaría, y en su lugar solo suministrar su motores 450cc y 510cc RFS a Polaris.
En enero de 2008, Bajaj anunció que iba a desarrollar conjuntamente con KTM dos nuevos modelos 125cc y 200cc para Europa y el Lejano Oriente bajo la marca KTM. En enero de 2012 , Bajaj lanzó el modelo 200 Duke en la India.

## Diseño

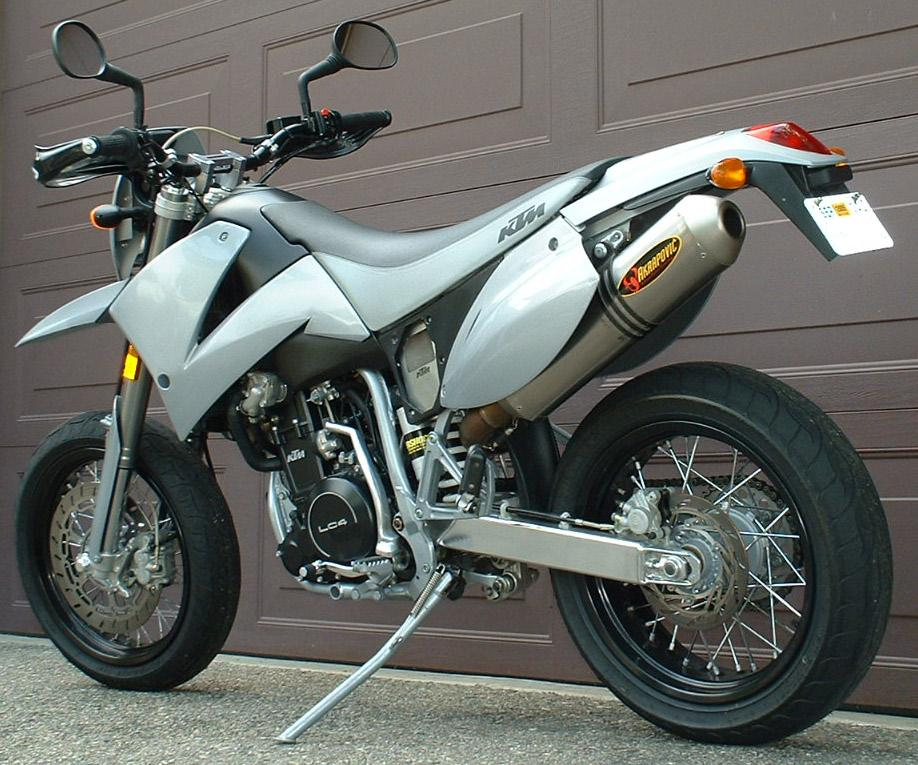
KTM Supermoto

Desde 1990, las motocicletas y los automóviles (X-Bow de KTM ) han sido diseñados por Kiska Design, una empresa de diseño con sede en Salzburgo. Es responsable de la imagen de marca global para KTM, incluyendo el diseño de los vehículos, tiendas, exposiciones y material impreso.

## En las Carreras
KTM se inició en las competencias con Motocross Racing. En los últimos años, KTM ha obtenido grandes éxitos en las competencias al dominar los eventos de Rally raid, como el Rally París - Dakar y el Atlas - Rally. En 2003, "KTM" comenzó a patrocinar y apoyar las "Road racing" en diversas categorías, con los resultados más exitosos en Supermotard o Supermoto.
El nuevo enfoque en desarrollo y apoyo a carreras de KTM pronto creció para incluir la competencia de Superbike con la ayuda de su nuevo desarrollo del motor V -Twin apodado el LC8 el utilizado en la 950 Adventure "Doble propósito", y más concretamente las del 2005/2006 990 Super Duke siguió la superbike conocida como la 1190 RC8. La Super Duke tendrá una mayor producción, la versión de segunda generación del motor LC8, orientado para las altas rpm, como se requiere en las carreras.
KTM ofrece una gama de diferentes motores de sus motocicletas más grandes , todos refrigerado por líquido.
Los colores de la compañía y del equipo oficial de KTM son de color naranja, negro y plata. Para crear una fuerte identidad de marca, todos las KTM que se venden como su eslogan lo dice "Ready to Race" o listas para competición, vienen de fábrica con un plástico de color naranja brillante con la marca "KTM" estampado.

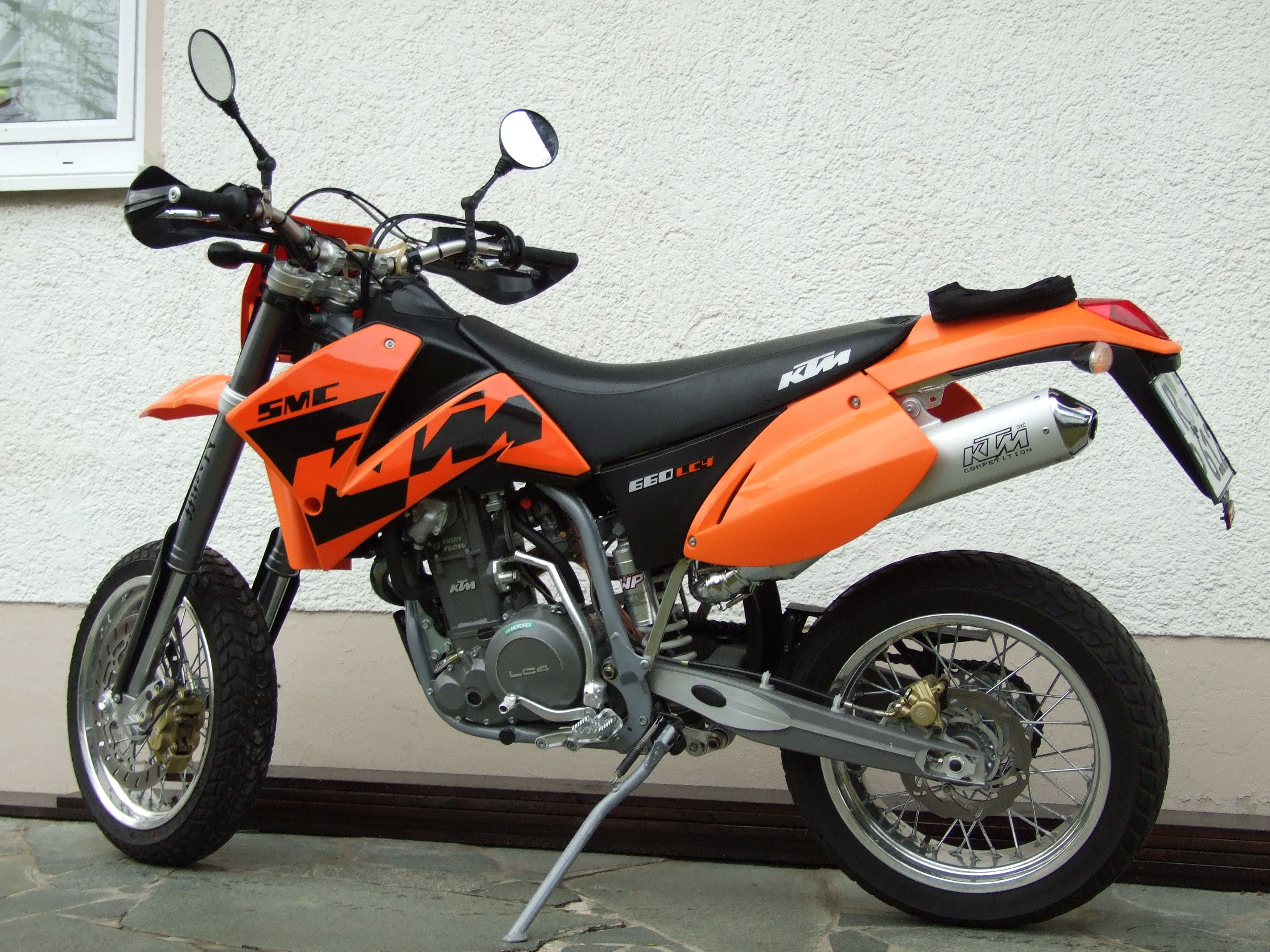
Moto ganadora en el Red Bull 111 Megawatt

## Motocicletas off-road
El tipo todo terreno o doble propósito es un tipo de motocicleta y KTM fábrica motocicletas específicas de esta categoría.
Motocross - En 2005 lanzó la nueva KTM 250SX -F para el público en general. Para el año modelo 2007, todos los motores de cuatro tiempos SX KTM fueron rediseñados de manera similar a la 250 SX -F, en línea, 4 válvulas, doble árbol de levas apodado el "RC4". El SX - F son la nueva gama de motocross para carreras de KTM introducido en 2007. La línea SX 2010 incluye modelos de dos tiempos y 65 , 85, 105 , 150 y 250 cc, además 250 , 350, 450 de cuatro tiempos.
Cross-Country XC incluye modelos de 150 , 250 y 300cc de dos tiempos, y 250 , 450, y 525cc de cuatro tiempos. Los cambios de línea de XC sustituye las MXC. Tienen una caja de cambios de relación cerrada, suspensiones más rígidas, y los motores de cuatro tiempos que tiene un diseño más corto, imitando su línea SX. En 2007, se presentó la 250XC-F que se basa en el modelo SX del 2006.
Las KTM XC-W offroad son las 200, 250 y 300cc de dos tiempos, y 250 , 450 y 530cc (en realidad 510cc) de cuatro tiempos. Tienen suspensión suave y una transmisión de relación más larga que sus contra partes de línea XC. El XC-W reemplazando las antiguos EXC de dos tiempos, estas modificaciones se hicieron con el fin de cumplir con las restricciones de la EPA de los Estados Unidos. Los dos tiempos todavía se diseñan como EXCs en los mercados europeos.
Enduro La línea EXC 2009 consta de 250 , 450, 530cc (en realidad 510 cc) de cuatro tiempos y 125 , 200 , 250 y 300 cc de dos tiempos. La línea EXC ha sido desde hace tiempo un favorito del mercado de Enduro, y vende más que otras marcas. El motor RFS (2000-2007) fue sustituido por el motor XC4 para el modelo 2008.
Súper Enduro consisten en motores 690cc y 950cc, mezcla entre una enduro y trail.
KTM produce varios modelos Supermoto de competición desplazamientos que van desde 450cc (una versión supermoto la 450SX-F) a 690cc. También hacen cuatro modelos de 625cc, 654cc, 950cc y 990cc. KTM fue el primer fabricante en ofrecer una Supermoto de competición lista para el público, y sus corredores actualmente están en la cima en los circuito de carreras de EE. UU. La nueva LC8 Supermoto 950cc ha recibido críticas muy favorables de todas las revistas y periódicos en motociclismo.
KTM Doble propósito se ofrecen tanto con el motor LC4 (Adventure 640, 640R) y el motor LC8 (Adventure 950, 950S, 990), la 640R es la base de la Rally 660, que ha ganado muchos Dakar. Los modelos 1190 Adventur y 1190 Adventure R han sustituido a las Adventure anteriores. El último lanzamiento de la marca KTM 1290 Super Adventure es la más desarrollada y grande de este segmento. En el año 2017, KTM lanza los modelos 1290 Super Adventure S y 1290 Super Adventure R. El modelo S con capacidades orientadas a carretera y el modelo R a uso off-road. En 2018 puso a la venta el modelo 790 Adeventure y Adventure R la cual lleva el primer dos cilindros en paralelo.

## KTM desarrollo de dos tiempos
Dado que las reglas para el Motocross están cambiando las motocicletas de dos tiempos ya no son tan populares y su producción ha bajado en favor de las cuatro tiempos. Pero dado que otros fabricantes han decidido suspender sus modelos de dos tiempos, KTM ha continuado con la creación y la mejora de sus modelos de dos tiempos y ocupando una proporción muy grande del mercado de motos de este tipo.
Las agencias ambientales han tratado de eliminar los motores de dos tiempos, ya que son más contaminantes que uno de cuatro tiempos. Sin embargo, con los nuevos avances en la tecnología de dos tiempos han comenzado a quemar más limpio y aprobar las normas ecológicas más estrictas.
En entrevistas recientes KTM ha revelado que van a seguir produciendo y mejorando los motores de 2 tiempos con la tecnología DFI ( Direct fuel injection) que se empezará a montar en las KTM 2018

## KTM en el Campeonato del Mundo de Motociclismo

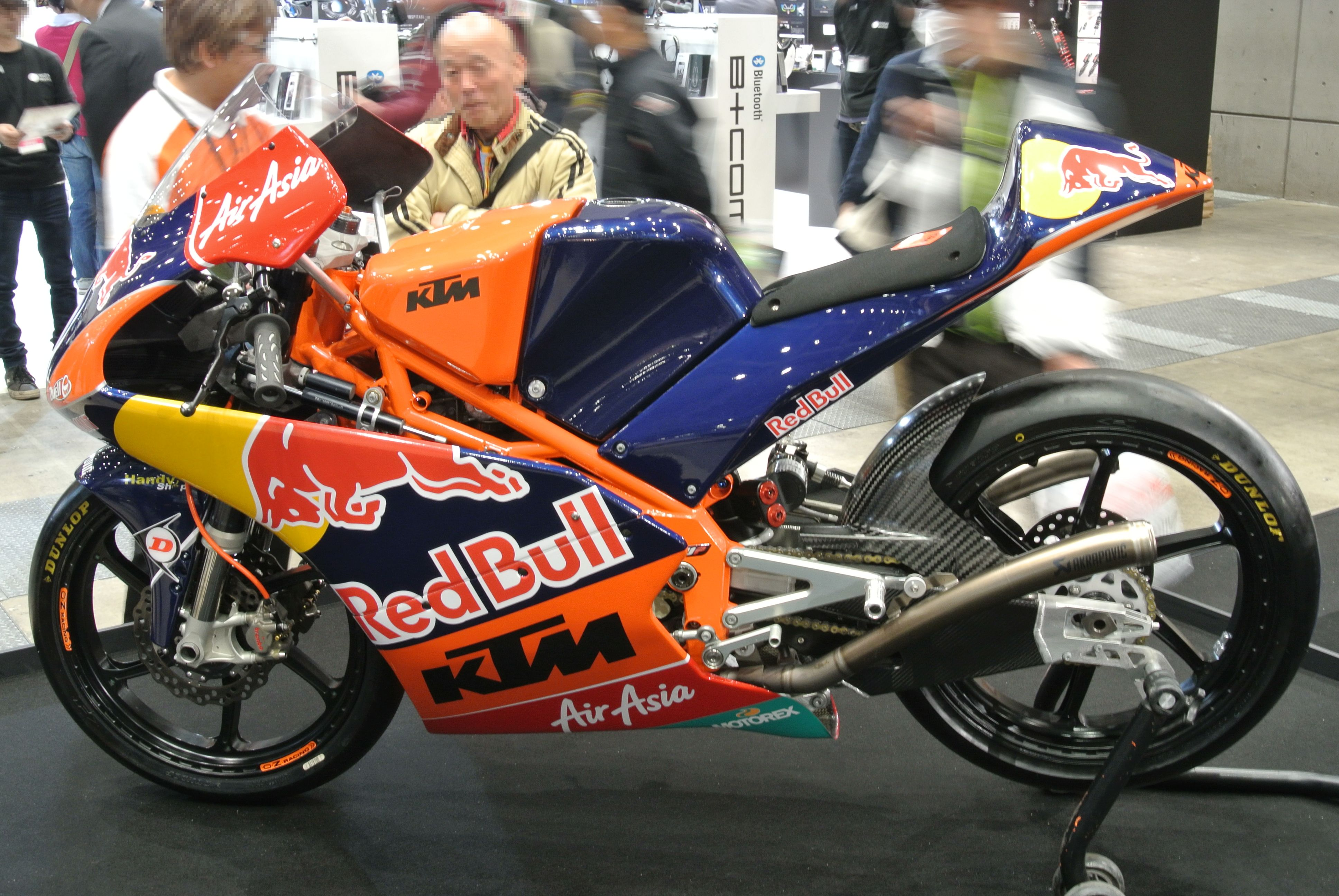
KTM de Moto3

La marca KTM ingresó a la categoría principal del motociclismo mundial en el año 2017. De la mano de los pilotos Pol Espargaró, Bradley Smith y Mika Kallio el equipo finalizó la temporada en la quinta ubicación, por delante de Aprilia.
En el año 2018 continuaron con los desarrollos de la moto logrando su primer podio (3.er puesto) en el Gran Premio de la Comunidad Valenciana de manos de Pol.  Para esta temporada Mika Kallio dejó el equipo y fue sustituido por Loris Baz. KTM compra el equipo Tech 3  convirtiéndose en equipo satélite de la marca y teniendo como pilotos para la temporada 2019 a Hafizh Syahrin y Miguel Oliveira
Para el año 2019 KTM contrata a Johann Zarco que junto a Pol serán los pilotos principales. Asimismo contrata a Dani Pedrosa como piloto tester y desarrollador. 
Además de la categoría mayor, KTM participa en los campeonatos de Moto2 y Moto3

## En el Dakar

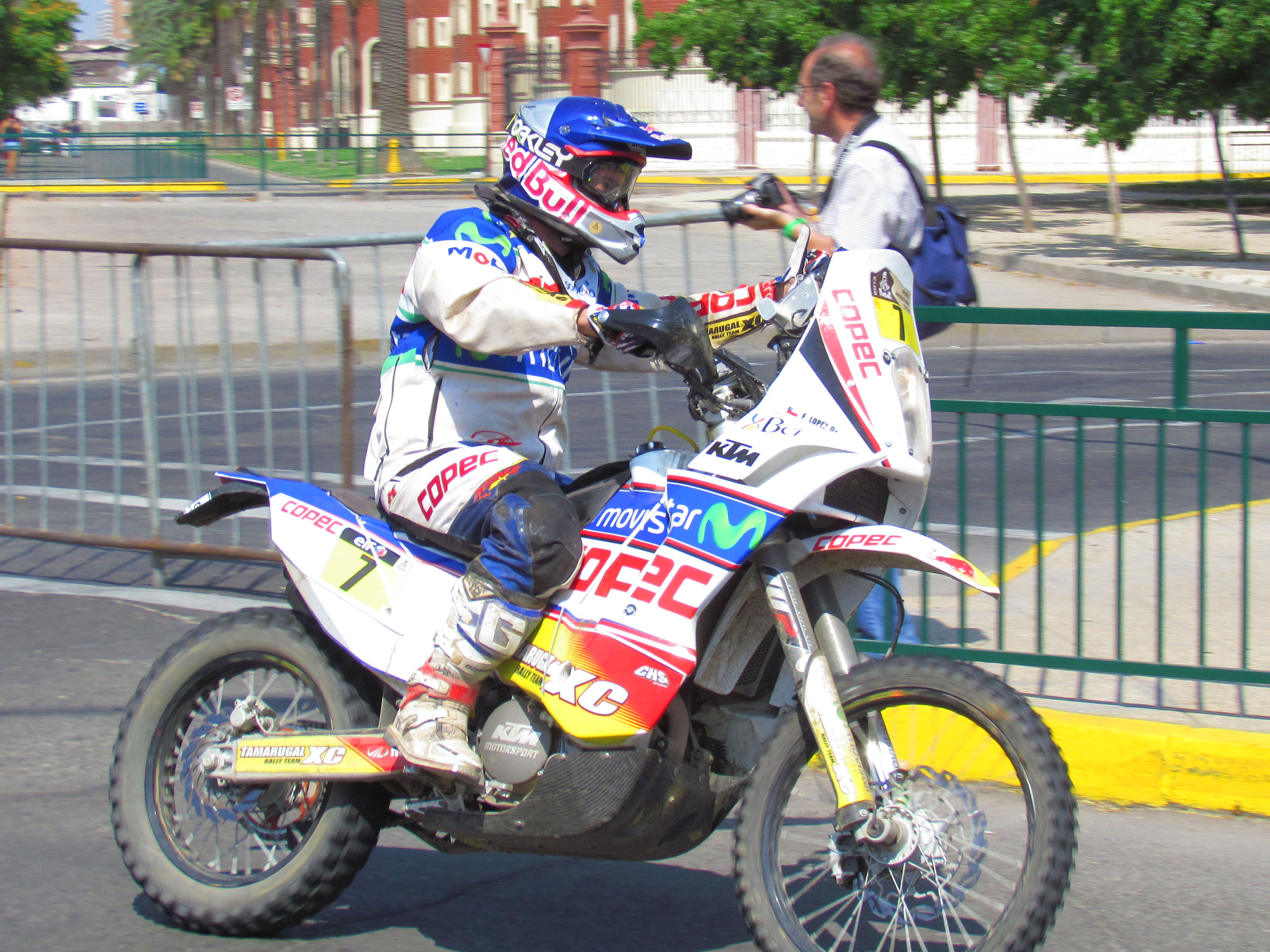
KTM en Dakar 2013

A partir del siglo XXI, KTM ha demostrado claramente su superioridad en este rally, considerado el más difícil y duro del mundo. Desde su primera victoria en 2001 de la mano del italiano Fabrizio Meoni y completando el podio por el español Jordi Arcarons y el chileno Carlo de Gavardo, KTM ha logrado de forma consecutiva 19 victorias (2001-2019, 2023), 20 segundos puestos (1996, 1998-99, 2001-2014, 2016-2017, 2019, 2023) y 18 terceros puestos (1996, 1998-99, 2001-07, 2013, 2015, 2017-22). Después de una larga hegemonía, recién en 2009 Yamaha pudo lograr el tercer puesto del podio, repitiendo esta posición en los años 2011, 2012 y 2014 así como Honda en el 2015 con un segundo puesto. Aprilia tercer puesto en 2010 y nuevamente KTM completó el podio en 2013 y 2017. 
Los modelos utilizados en estas victorias fueron la KTM LC4 660R en el año 2001, KTM LC8 950R en el 2002, nuevamente la KTM LC4 660R y consecutivamente hasta el año 2006. Desde el año 2007 al 2010, la victoria se la lleva la KTM 690 Rally. Por último, y tras una decisión de ASO de 2011, se limitó  la cilindrada a 450 cc, siendo este modelo el utilizado actualmente.
| Año  | Ganador          | Modelo Ganador |
| ---- | ---------------- | -------------- |
| 2001 | Fabrizio Meoni   | KTM LC4 660R   |
| 2002 | Fabrizio Meoni   | KTM LC8 950R   |
| 2003 | Richard Sainct   | KTM LC4 660R   |
| 2004 | Nani Roma        | KTM LC4 660R   |
| 2005 | Cyril Despres    | KTM LC4 660R   |
| 2006 | Marc Coma        | KTM LC4 660R   |
| 2007 | Cyril Despres    | KTM 690 Rally  |
| 2009 | Marc Coma        | KTM 690 Rally  |
| 2010 | Cyril Despres    | KTM 690 Rally  |
| 2011 | Marc Coma        | KTM 450 Rally  |
| 2012 | Cyril Despres    | KTM 450 Rally  |
| 2013 | Cyril Despres    | KTM 450 Rally  |
| 2014 | Marc Coma        | KTM 450 Rally  |
| 2015 | Marc Coma        | KTM 450 Rally  |
| 2016 | Toby Price       | KTM 450 Rally  |
| 2017 | Sam Sunderland   | KTM 450 Rally  |
| 2018 | Matthias Walkner | KTM 450 Rally  |
| 2019 | Toby Price       | KTM 450 Rally  |
| 2023 | Kevin Benavídes  | KTM 450 Rally  |
| 2025 | Daniel Sanders   | KTM 450 Rally  |

## Motocicletas

### Modelos en producción
KTM presenta una amplia variedad de modelos tanto en su gama deportiva como de calle. También ofrece modelos eléctricos.

#### MX
Utilizando motor de dos tiempos y de motor de cuatro tiempos con tamaños desde los 50cc. hasta 450cc. 

#### Enduro
Esta gama de motos de competición, la más amplia de la fábrica, cuenta con motos desde 125cc a 500cc. en dos y cuatro tiempos. En cuatro tiempos, la cilindrada menor es de 250 cc, y la mayor de 500 cc, mientras que en dos tiempos la cilindrada menor es de 125 cc, y la mayor de 300 cc.

#### E-Ride
La gama eléctrica de KTM, está compuesta por tres modelos. Esta gama son de reciente desarrollo. 

#### Travel
Esta gama, que corresponde a las moto del tipo doble propósito o también "adventure" está compuesta por motos desde los 250 cc hasta los 890 cc.

#### Supermoto
La gama supermoto o "supermotard" está compuesta por dos modelos de 450 cc y 690 cc, siendo este último un modelo lanzado en 2023.

#### Naked
Las motos Naked son motos deportivas para uso en calles y carreteras asfaltadas, está compuesta por ocho modelos que van desde los 125 cc hasta los 1290 cc.

#### Supersport
Es la gama de motocicleta deportiva de la marca y está compuesta por modelos de 125 cc y 390 cc.

## Automóviles

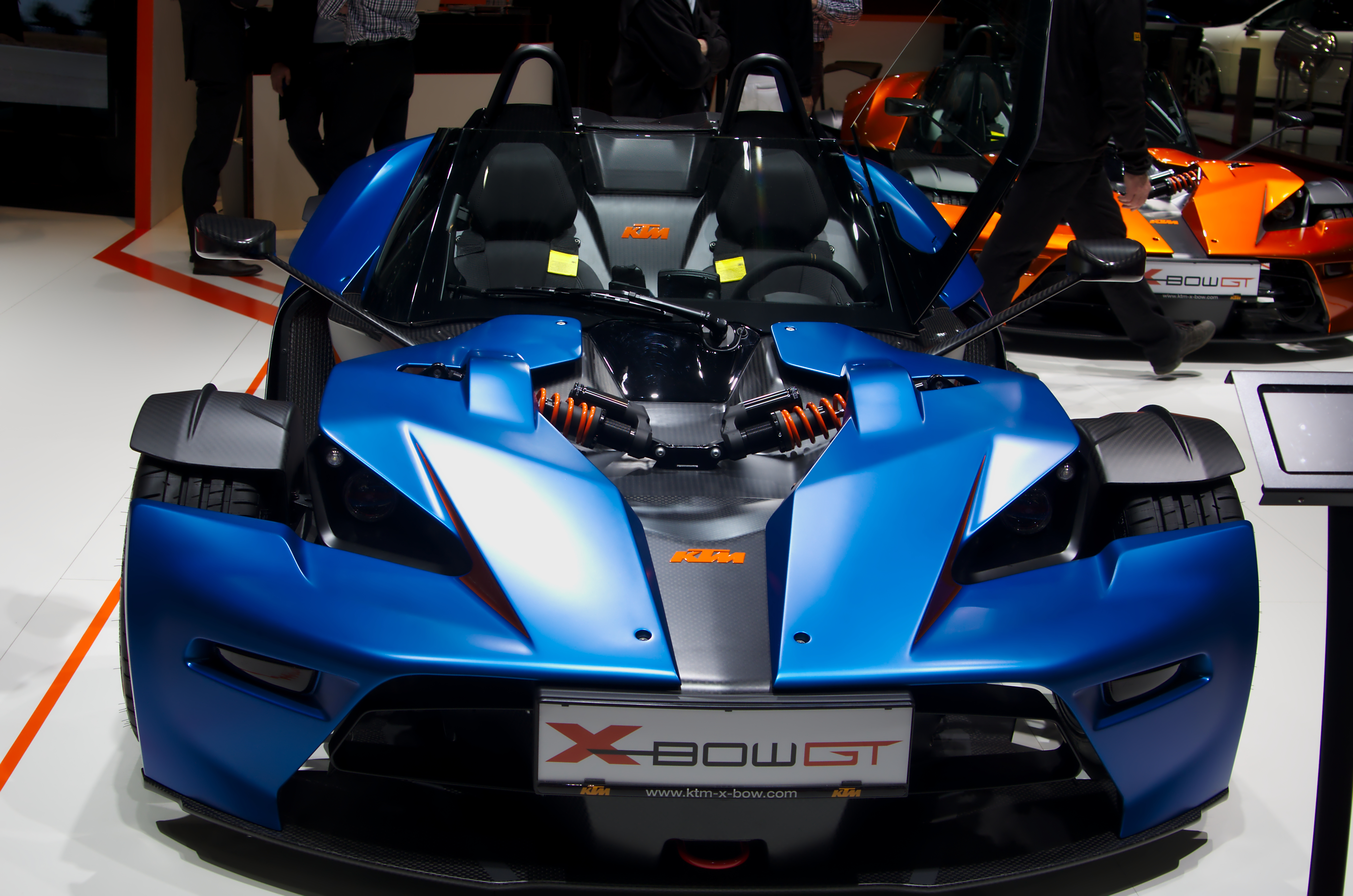

El X-Bow es un concepto de automóvil diseñado para las carreras desarrollado desde junio de 2008. Es un tipo de coche deportivo fabricado en fibra de carbono que pesa entre 865 y 975 kg (dependiendo del modelo) y cuenta con una aerodinámica desarrollada por la propia KTM y la empresa especializada Dallara. Dependiendo del modelo, cuenta con un motor de dos litros, y una potencia de 360 HP y más de 500 Nm de torque. Es fabricado en una planta construida para dicho propósito en la ciudad de Graz

### Modelos de automóviles
Los modelos actualmente en producción son. 
- X-Bow GT4
- X-Bow RR
- X-Bow R
- X-Bow GT